# ستيفان د. أنكر
ستيفان د. أنكر هو طبيب قلب ألماني، ولد في 1965 في برلين في ألمانيا.